# Ignacio Flores (Fußballspieler, 1953)
Juan Ignacio „Nacho“ Flores Ocaranza (* 31. Juli 1953 in Mexiko-Stadt; † 11. August 2011 bei Cuernavaca) war ein mexikanischer Fußballspieler, der in der Verteidigung agierte.

## Karriere
Während seiner gesamten Profikarriere, die von 1972 bis 1990 währte, stand Nacho Flores ausschließlich bei seinem Heimatverein Cruz Azul unter Vertrag.
Außerdem kam Flores zwischen 1975 und 1980 zwölfmal für die mexikanische Fußballnationalmannschaft zum Einsatz. Er gehörte auch zum mexikanischen WM-Kader 1978 und bestritt das letzte Vorrundenspiel gegen Polen (1:3), nachdem Nationaltrainer José Antonio Roca bis auf Arturo Vázquez Ayala die komplette Hintermannschaft ausgetauscht hatte, die gegen die Bundesrepublik Deutschland sechs Gegentore hatte hinnehmen müssen.
Sein jüngerer Bruder Luis Flores ist nach einer Karriere als Profi-Fußballer nunmehr als Trainer tätig.

## Erfolge
Mit Cruz Azul errang Flores in den Jahren 1972/73, 1973/74, 1978/79 und 1979/80 viermal die mexikanische Meisterschaft.

## Tod
Flores wurde am 11. August 2011 in der Nähe der Stadt Cuernavaca bei einem bewaffneten Angriff auf seinen Van, in dem er mit seiner Familie unterwegs war, von unbekannten Tätern erschossen.